# Селецька сільська рада (Березівський район)
Селецька сільська́ ра́да (біл. Сялецкі сельсавет) — адміністративно-територіальна одиниця у складі Березівського району Берестейської області Білорусі. Адміністративний центр — село Селець.

## Історія
17 вересня 2013 року до складу Селецької сільської ради увійшли територія та населені пункти ліквідованої Нарутовицької сільської ради.

## Склад
Населені пункти, що підпорядковувалися сільській раді станом на 2009 рік:
| Населений пункт | Тип  | Населення, осіб (2009) |
| --------------- | ---- | ---------------------- |
| Ворожбити       | село | 51                     |
| Зубачі          | село | 42                     |
| Кривоблоти      | село | 250                    |
| Куровщина       | село | 76                     |
| Михновичі       | село | 34                     |
| Нарутовичі      | село | 262                    |
| Оницевичі       | село | 41                     |
| Осека           | село | 12                     |
| Осовці          | село | 149                    |
| Панасовичі      | село | 70                     |
| Пляховщина      | село | 134                    |
| Рогачі          | село | 12                     |
| Селець          | село | 861                    |
| Сошиця          | село | 160                    |
| Утрани          | село | 20                     |
| Ясевичі         | село | 20                     |

## Населення
За переписом населення Білорусі 2009 року чисельність населення сільської ради становила 1273 особи.

### Національність
Розподіл населення за рідною національністю за даними перепису 2009 року:
| Національність            | Осіб | Відсоток |
| ------------------------- | ---- | -------- |
| білоруси                  | 1183 | 92,93 %  |
| росіяни                   | 45   | 3,53 %   |
| українці                  | 27   | 2,12 %   |
| поляки                    | 8    | 0,63 %   |
| вірмени                   | 4    | 0,31 %   |
| молдовани                 | 2    | 0,16 %   |
| корейці                   | 2    | 0,16 %   |
| карели                    | 1    | 0,08 %   |
| національність не вказана | 1    | 0,08 %   |
| Разом                     | 1273 | 100 %    |